# Gruson

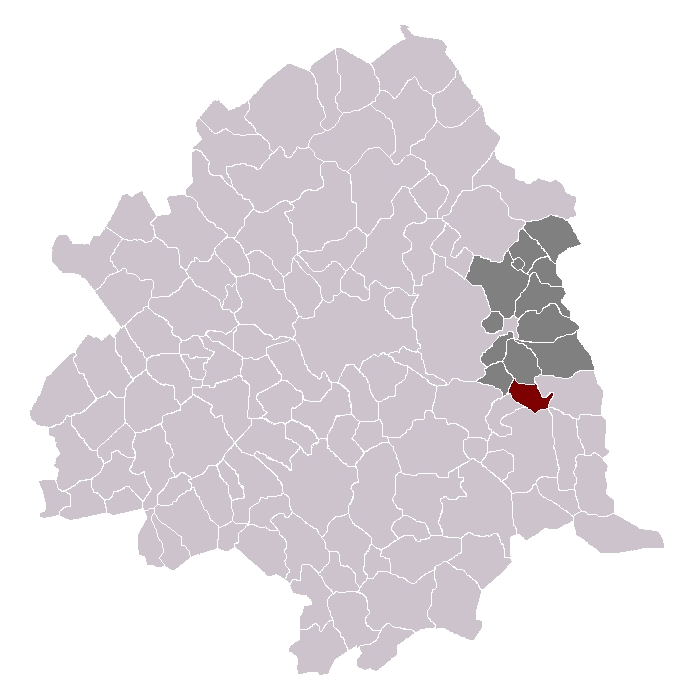
Ubicació de Gruson dins del cantó i el districte

Gruson és un municipi francès, situat a la regió dels Alts de França, al departament del Nord. L'any 2006 tenia 1.131 habitants. Limita al nord-oest amb Anstaing, al nord amb Chéreng, a l'est amb Camphin-en-Pévèle. al sud-oest amb Bouvines, al sud amb Cysoing i al sud-est amb Bourghelles.

## Demografia
| 1962                                       | 1968 | 1975 | 1982 | 1990 | 1999  | 2006  |
| ------------------------------------------ | ---- | ---- | ---- | ---- | ----- | ----- |
| 475                                        | 571  | 643  | 767  | 932  | 1.194 | 1.131 |
| Des de 1962: població sense dobles comptes |      |      |      |      |       |       |

## Administració
| Període   | Identitat      | Partit |
| --------- | -------------- | ------ |
| 1954-1983 | Gérard Delerue |        |
| 1983-     | Aimé Duquenne  |        |